# 埃里克·吉尔
亚瑟·埃里克·罗顿·吉尔 ARA RDI（Arthur Eric Rowton Gill；1882年2月22日—1940年11月17日）是一名英格兰雕刻家、排版设计师，曾参与工艺美术运动。他曾获皇家工业设计师的荣誉，但也因对女儿、姐妹和狗实施性虐待而臭名昭著。

## 生平

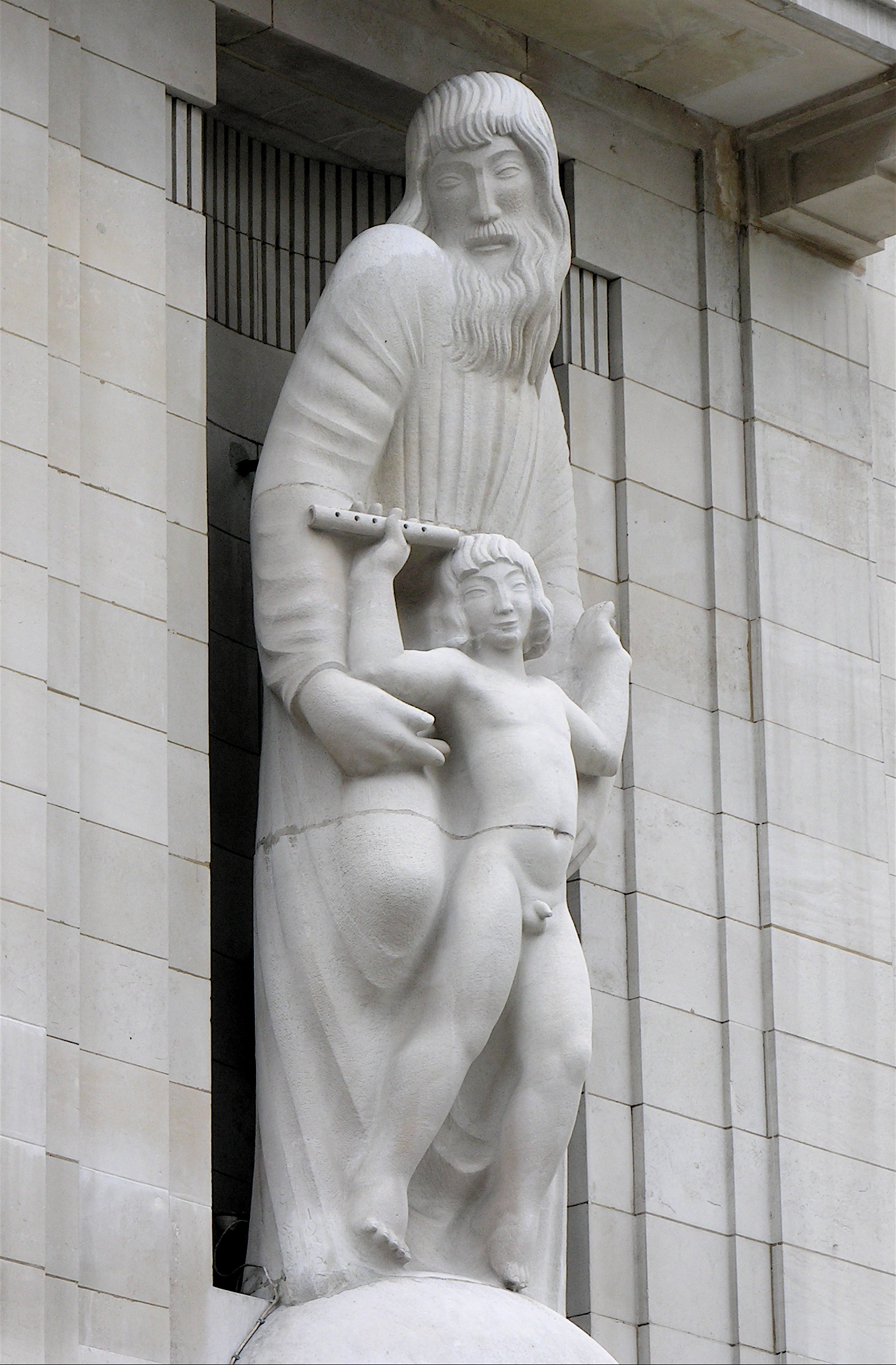
BBC廣播大樓正門上方的雕像「普洛斯彼羅（Prospero）和愛麗兒（Ariel）」，為埃里克·吉尔所創作

他出生于英格兰布莱顿，父亲是一名公理会牧师，母亲是一名歌唱家，家中一共13个子女，他排行第二。1897年，全家搬到奇切斯特，其父在那里读奇切斯特神学院（Chichester Theological College）并进入英格兰教会:37。他则在奇切斯特技术和艺术学校（Chichester Technical and Art School）就读:44。奇切斯特大教堂的雕塑对他后来的艺术创作产生了很大影响。1900年，他前往伦敦接受建筑师培训，师从W·D·卡罗（W. D. Caröe）。
但他对建筑师培训也不太满意，开始在西敏技术学院（Westminster Technical Institute）读夜校，学习石雕。1901年开始，他又开始在中央艺术与设计学院（Central School of Arts and Crafts）学习书法:60，老师是爱德华·约翰斯顿。约翰斯顿的理念对吉尔也产生了很大的影响:60。
1903年，他放弃建筑，走上书法、雕刻的道，随后找到给萨里郡布鲁克伍德公墓墓碑刻字等工作:45。凯斯勒伯爵哈利也是其雇主之一:93。W.H. Smith & Son曾雇他为旗下多家书店制作招牌:55。

## 性犯罪
吉尔在日记中表示他曾对两个处于青春期的女儿以及他的姐妹、他的狗实施性虐待。此事直到1989年菲奥纳·麦卡锡出版他的传记之后才为世人所知，早期罗伯特·斯佩特为他写的传记中对此只字未提。